# Nyaung Shwe
Nyaung Shwe (birmanisch ညောင်ရွှေမြို့ BGN/PCGN nyaungzhwemyo) ist eine Stadt nördlich des Inle-Sees im Shan-Staat in Myanmar.

## Beschreibung
Nyaung Shwe liegt ca. 15 km südlich von Shwe-nyaung an einem Kanal, der zum Inle-See führt, und ist das touristische Tor zum Inle-See. Dazu gehören neben Hotels und Restaurants auch Bootsanlegestellen und die Möglichkeit, Boote zu mieten. Erreichbar ist Nyaung Shwe über den westlich von Shwe-nyaung gelegenen Flughafen in Heho.

## Geschichtliches
Nyaung Shwe war jahrhundertelang Sitz eines Shan-Fürsten.
Der letzte Shan-Fürst Sao Shwe Thaike wurde nach der Unabhängigkeit Burmas 1948 der erste Präsident des Landes.

## Sehenswürdigkeiten
- Shwe-Yan-Pyay-Kloster nördlich der Stadt.

## Galerie

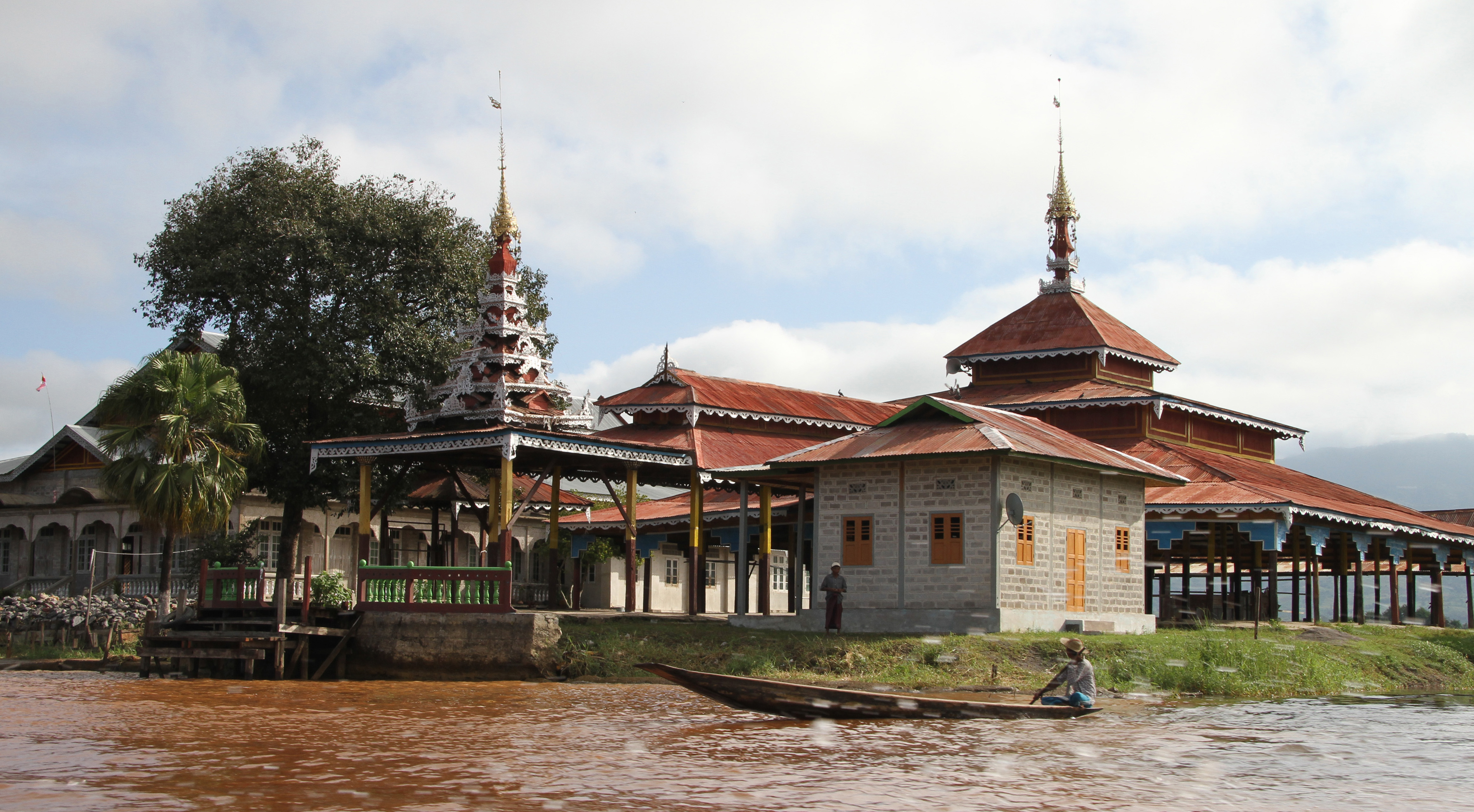
Pagode
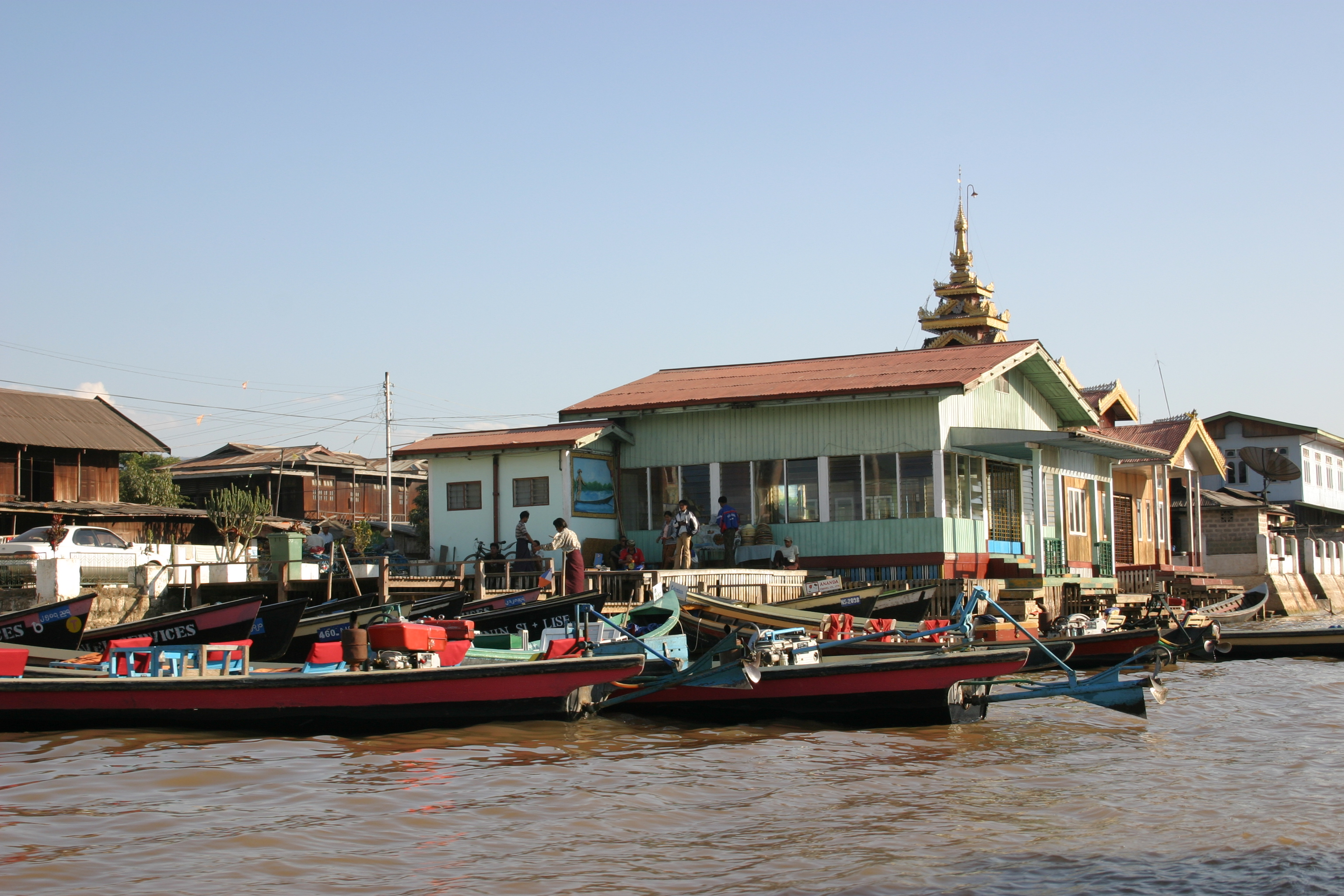
Kanal zum Inle-See
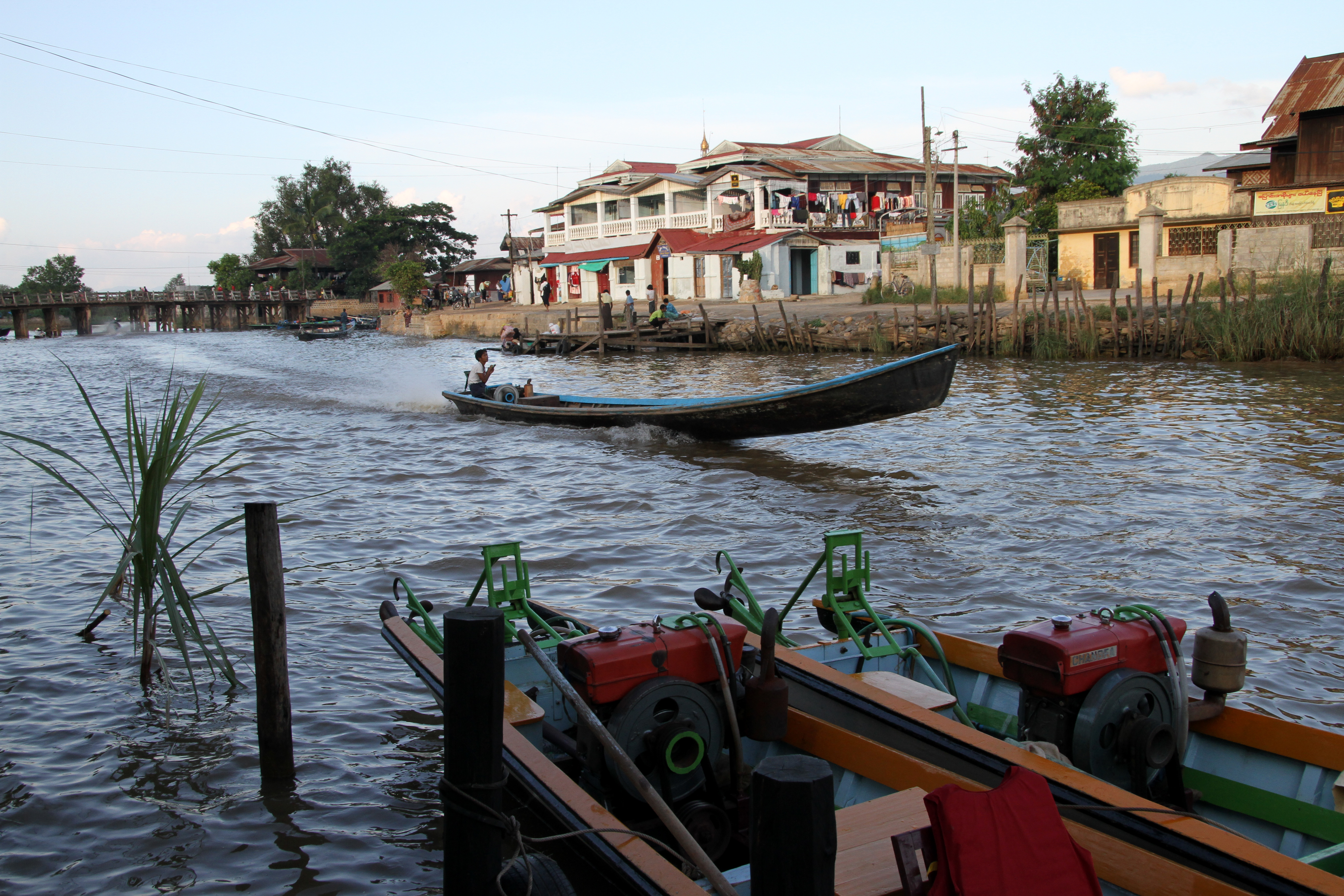
Anlegestelle
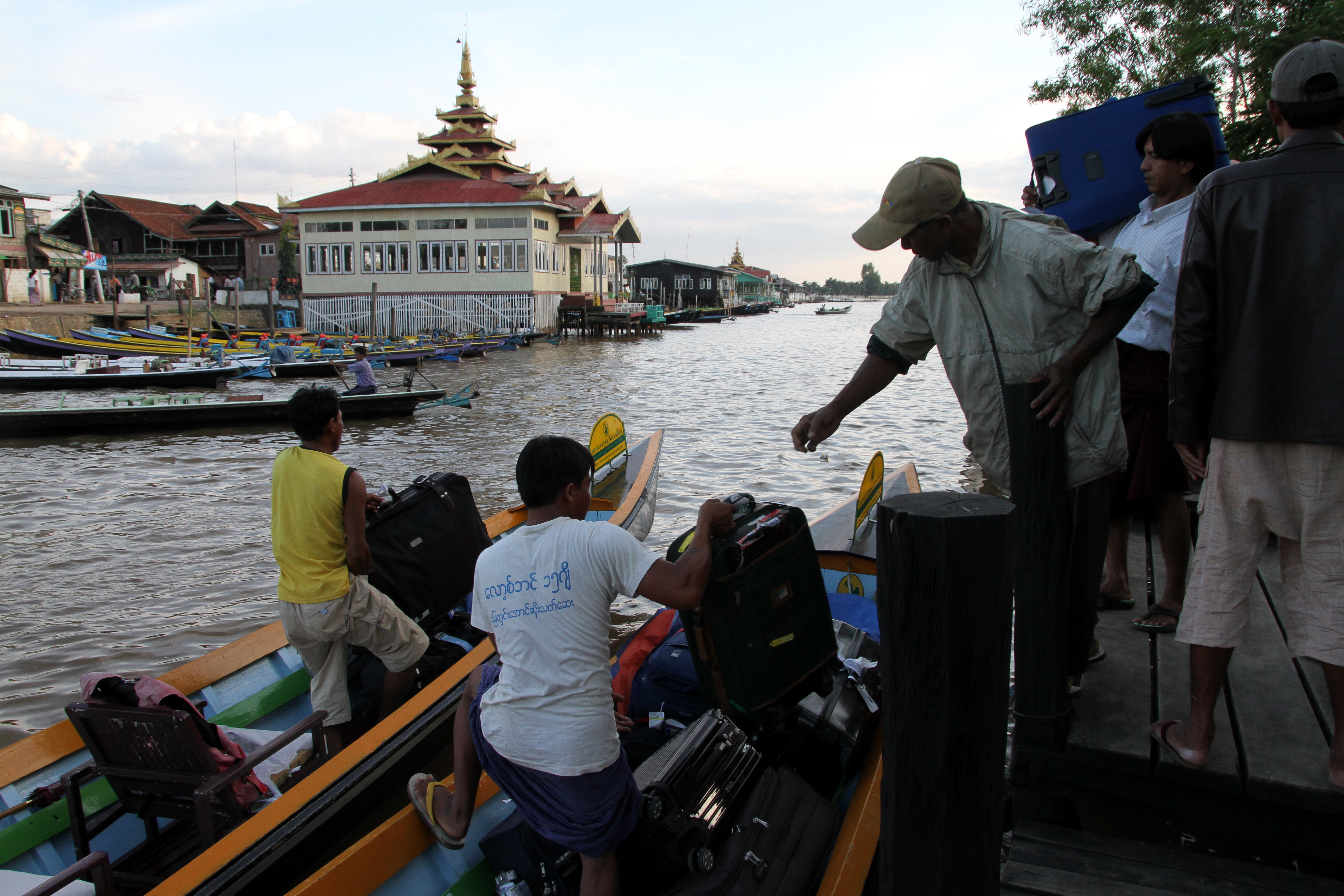
Einschiffen
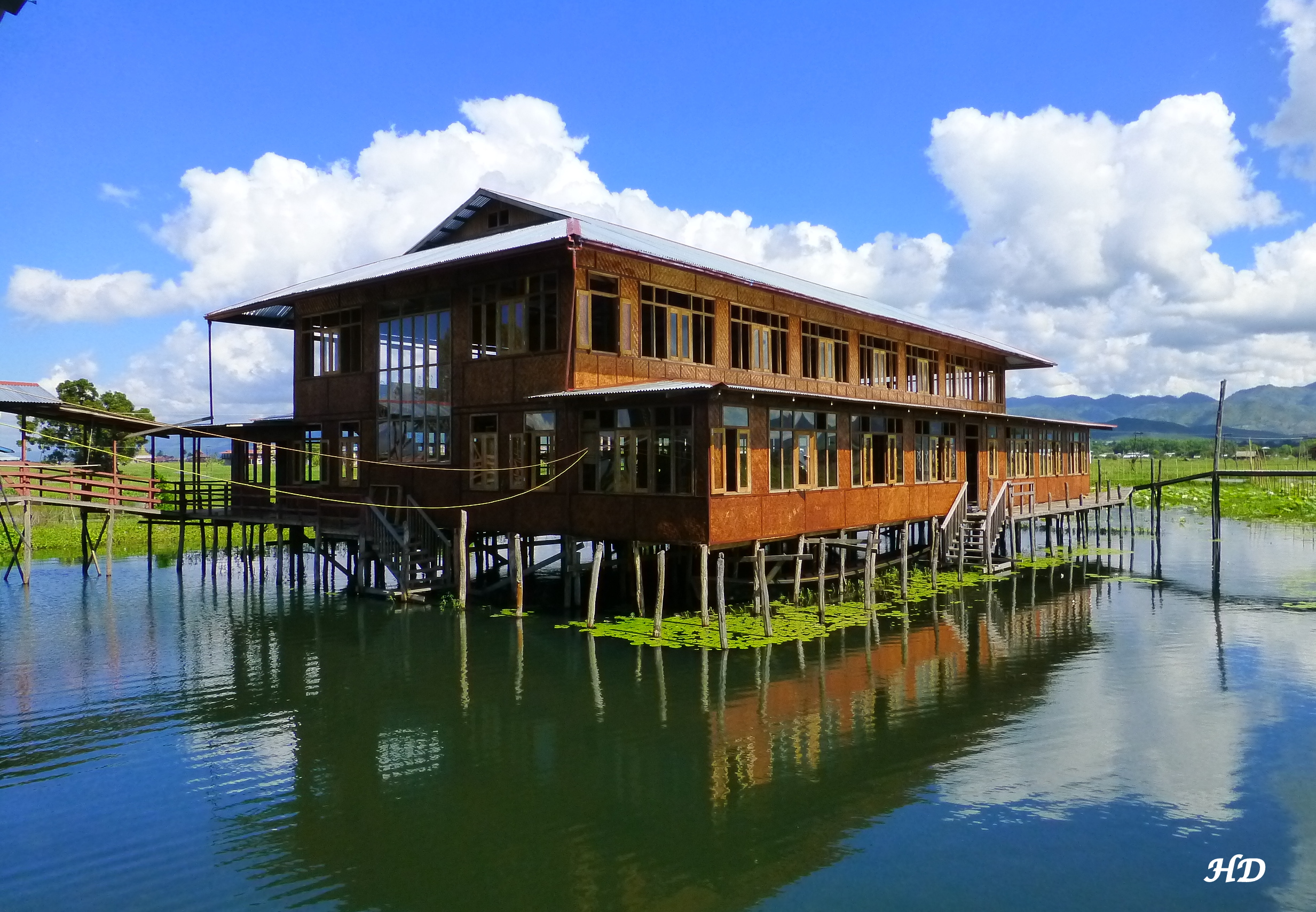
Pfahlbau
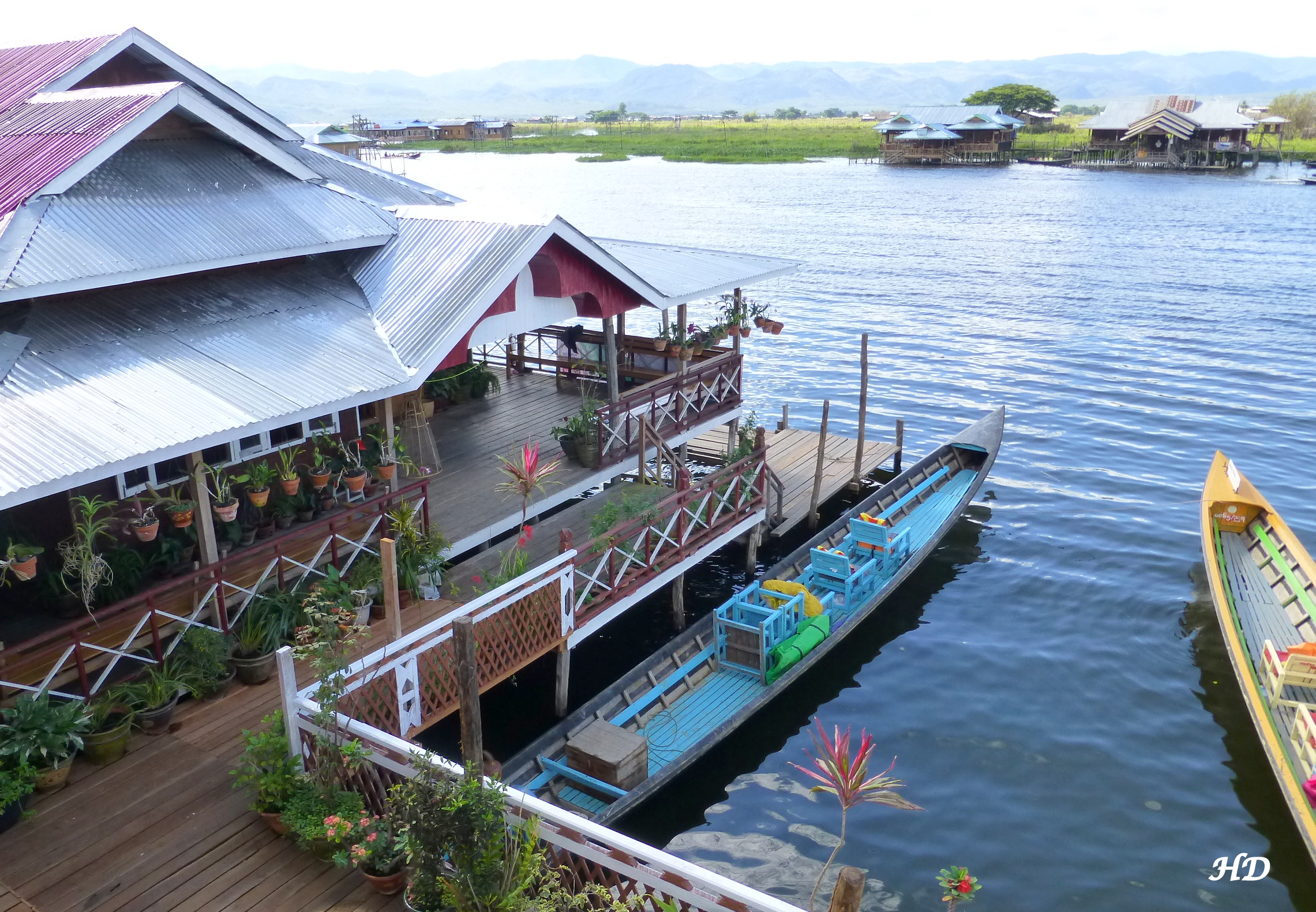
Restaurant
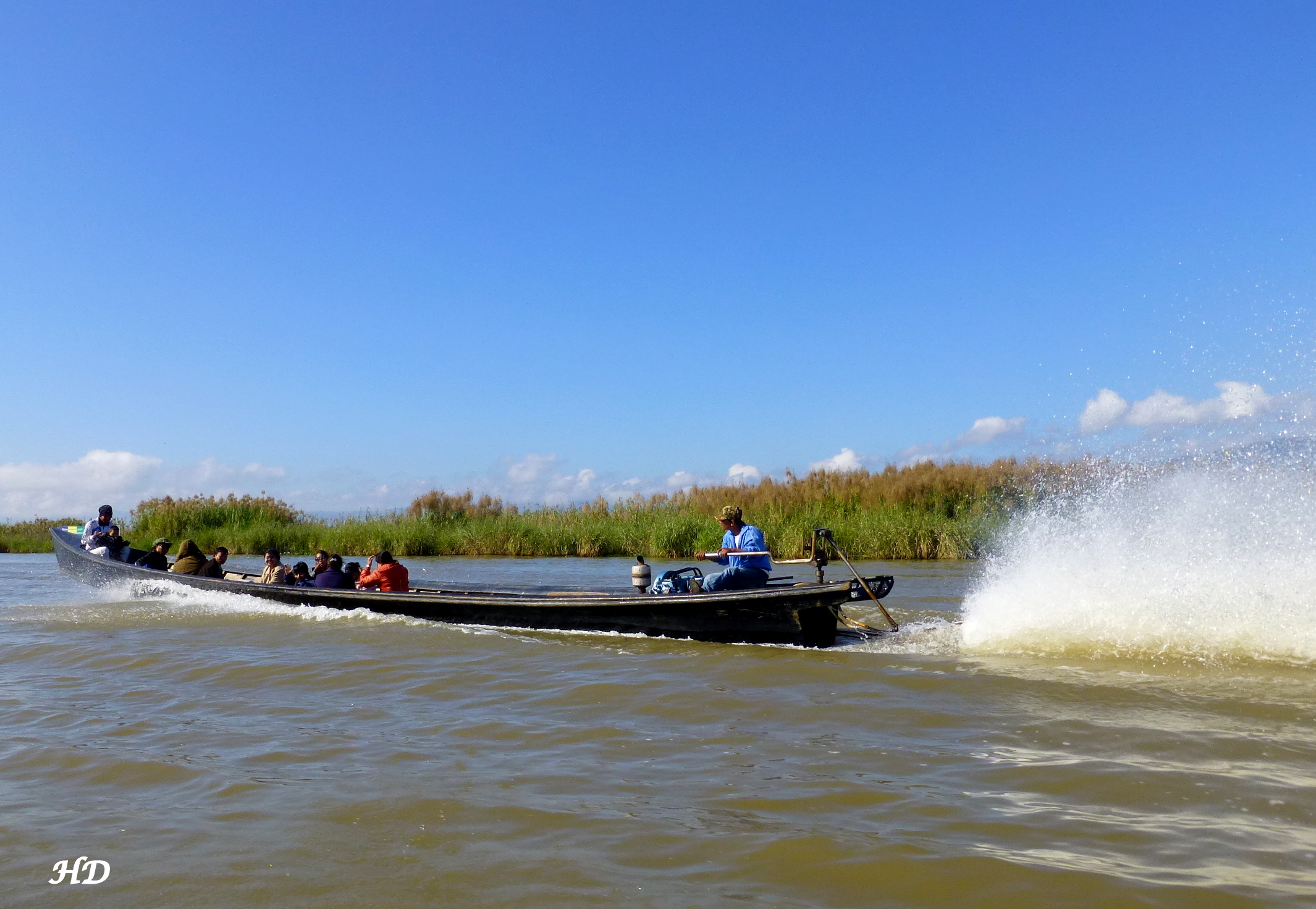
Bootsfahrt
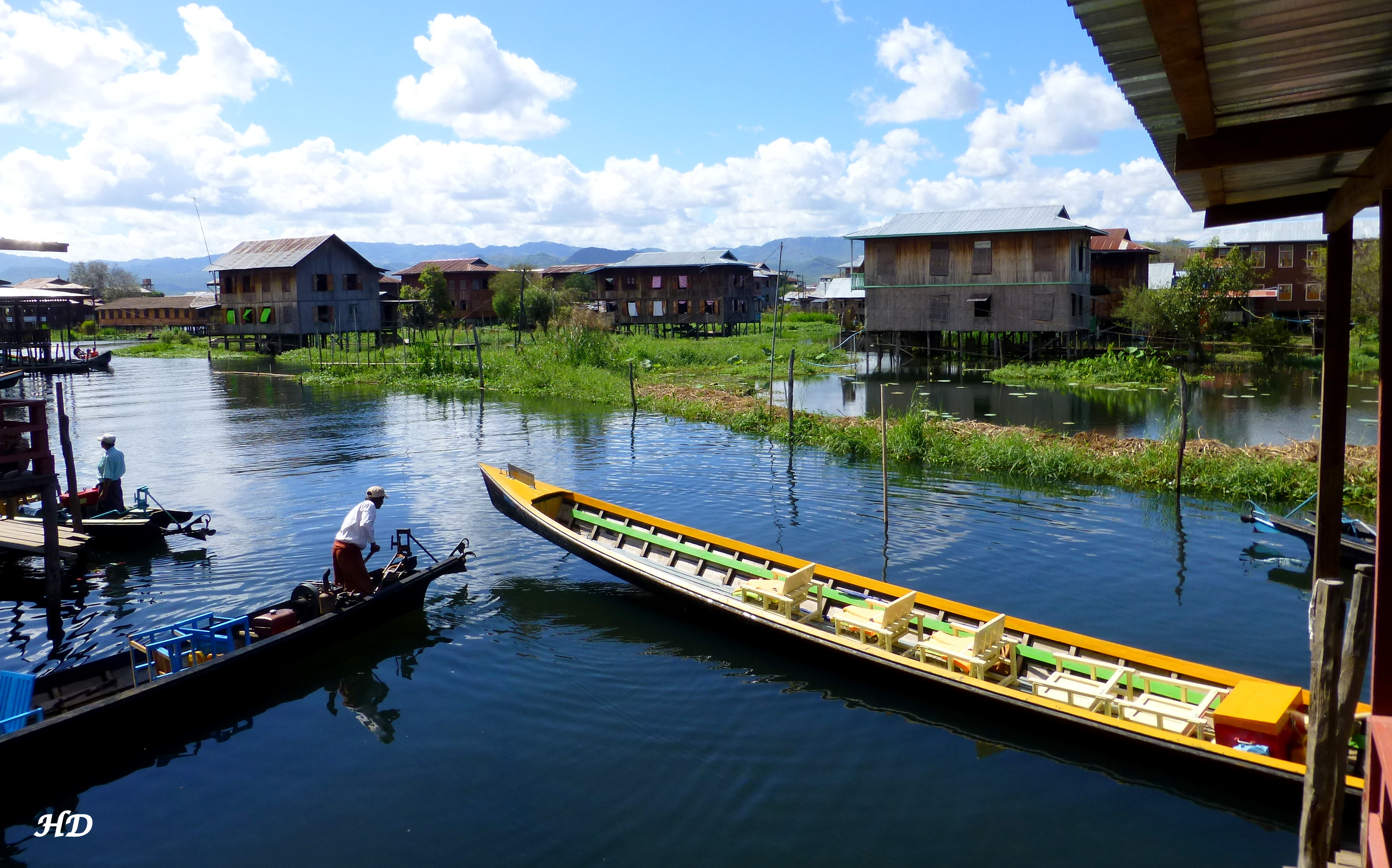
Leben auf dem See
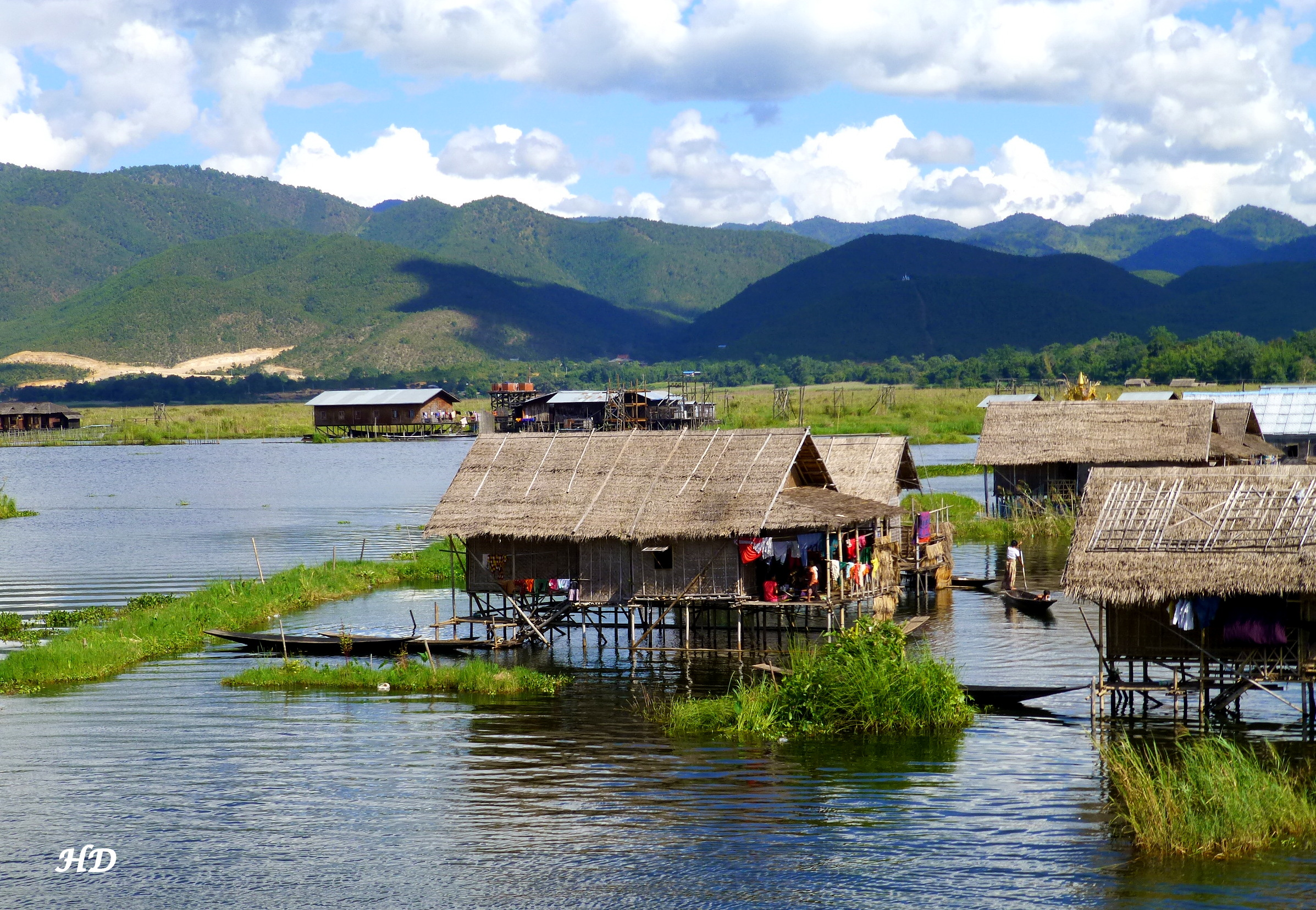
Leben auf dem Inle See
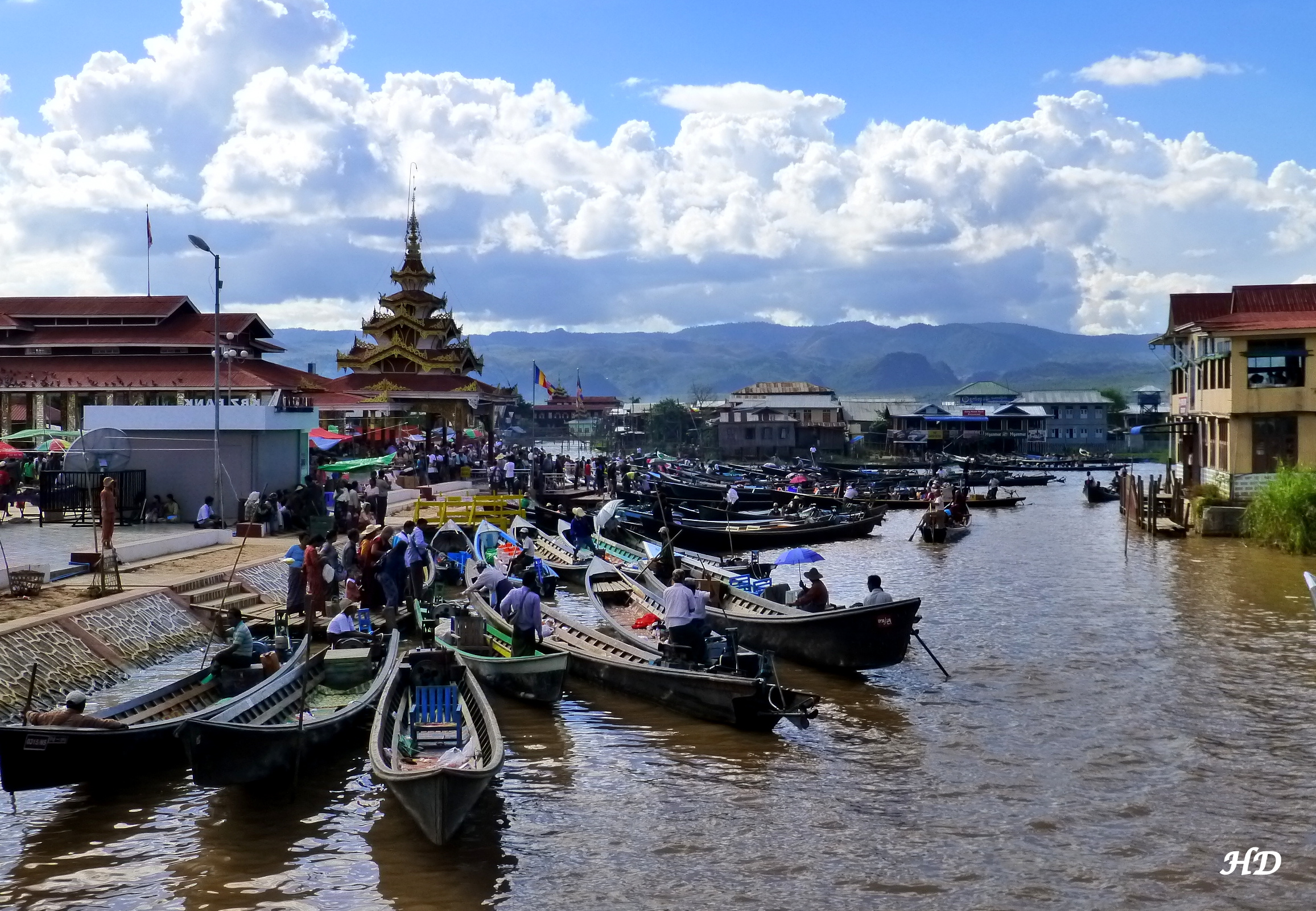
Bootshafen